# Tadeusz Cegielski
Tadeusz Jan Cegielski (ur. 1 stycznia 1948 w Krakowie) – polski historyk, pisarz, doktor habilitowany nauk humanistycznych, profesor nadzwyczajny Uniwersytetu Warszawskiego; w latach 2000–2003 wielki mistrz Wielkiej Loży Narodowej Polski.

## Życiorys
W 1973 ukończył studia historyczne na Uniwersytecie Warszawskim, w 1980 uzyskał stopień doktora nauk historycznych w zakresie dziejów powszechnych nowożytnych (na podstawie pracy Rzesza Niemiecka wobec I rozbioru Polski napisanej pod kierunkiem Marii Wawrykowej), w 1994 habilitował się w oparciu o pracę Ordo ex Chao. Wolnomularstwo i światopoglądowe kryzysy XVII i XVIII wieku, od 1996 profesor nadzwyczajny Uniwersytetu Warszawskiego w Instytucie Historii Sztuki.
Od 1973 związany zawodowo z UW, w latach 1991–1993 pełnomocnik rektora UW ds. Europejskiego Uniwersytetu Viadrina we Frankfurcie, w latach 1993–1999 i 2008–2012 prodziekan Wydziału Historycznego Uniwersytetu Warszawskiego, wykładowca w Instytucie Historycznym Uniwersytetu Warszawskiego i w Centrum Europejskim Uniwersytetu Warszawskiego.
Był sekretarzem generalnym Polskiego Towarzystwa Historycznego, przewodniczącym Rady Muzealnej Muzeum: Zespołu Pałacowo-Parkowego w Dobrzycy, współzałożycielem i sekretarzem fundacji „Historia pro Futuro” oraz prezesem wolnomularskiej fundacji „Sztuka Królewska w Polsce”. Od 1992 pełni funkcję redaktora naczelnego czasopisma „Ars Regia”, którego jest również wydawcą.
Zainteresowania badawcze obejmują: nowożytną historię powszechną, historię idei i wolnomularstwa, dydaktykę i metodologią historii oraz filmoznawstwo.

## Wolnomularstwo
Wolnomularz, od lat zaangażowany w propagowanie wiedzy na temat masonerii. W latach 2000–2003 wielki mistrz Wielkiej Loży Narodowej Polski, obecnie wielki mistrz honorowy WLNP oraz wielki namiestnik (zastępca) wielkiego komandora Rady Najwyższej Polski 33. stopnia Rytu Szkockiego Dawnego i Uznanego.
Członek Zarządu Instytutu „Sztuka Królewska w Polsce”, utworzonego w Warszawie w 2012 roku, w celu inspirowania, prowadzenia oraz koordynacji badań naukowych na temat przeszłości oraz teraźniejszości wolnomularstwa polskiego i światowego, przechowywania oraz udostępniania materialnych i niematerialnych świadectw dotyczących masonerii, wymiany informacji oraz wszechstronnej popularyzacji wiedzy na temat wolnomularstwa i pokrewnych mu zjawisk.

## Wybrana bibliografia
Autor wielu publikacji i artykułów naukowych. Współautor książki Rozbiory Polski 1772–1793–1795, programów i podręczników szkolnych w zakresie historii – ostatnio Człowiek i Historia (2003) – oraz licznych prac poświęconych masonerii, m.in. Ordo ex Chao (1994), Sekrety masonów (1990), Polubić masonerię (2008).
Autor czterech powieści kryminalnych: Morderstwo w alei Róż (Mroczna Seria, Wydawnictwo W.A.B., 2010), Tajemnica pułkownika Kowadły (Mroczna Seria, W.A.B., 2013), Głowa. Opowieść nocy zimowej (Wydawnictwo Uniwersytetu Warszawskiego, 2016) i Nowy lepszy morderca (Mroczna Seria, W.A.B., 2018, ISBN 978-83-28-03705-2).

## Nagrody i odznaczenia
W 2005 odznaczony przez Prezydenta RP Złotym Krzyżem Zasługi.
Wielki mistrz Kapituły Prywatnego Orderu Świętego Stanisława, samozwańczy prezydent RP na uchodźstwie Juliusz Nowina-Sokolnicki nadał mu zaocznie krzyż komandorski z koroną (II klasy).

## Życie prywatne
Syn Longina, wicepremiera w rządzie Piotra Jaroszewicza, brat Piotra Cegielskiego – dziennikarza i dyplomaty, ojciec Maksa Cegielskiego, dziennikarza i pisarza.